# Kpébié
Kpébie est un quartier situé dans le 1er arrondissement de Parakou dans le département du Borgou au Bénin .

## Histoire
Kpébié est le nom du chasseur qui l'a fondé. Il est le chef chasseur fondateur du royaume de Kpébié et chef de terre de la ville de Parakou. Autrefois, c'est dans ce quartier que les commerçants Haussa au cours de leur voyage sont accueillis et soumis aux taxes de douanes traditionnelles.

## Toponymie
Kpébié vient de la langue baatonu et qui veut dire "Affleurement rocheux".

## Démographie
Selon le recensement général de la population et de l'habitation de 2013 conduit par l'Institut national de la statistique et de l'analyse économique (INSAE), Kpébié compte 3149 habitants repartit comme suit,:
| Indicateur           | 2013, |
| -------------------- | ----- |
| Nombre de ménages    | 531   |
| Population féminine  | 1678  |
| Population masculine | 1471  |
| Population totale    | 3149  |

## Infrastructures
Le quartier dispose des écoles et collèges publique et privés.
- Le collège catholique les hibiscus[9]
- École primaire publique Bio Guéra[10]

### Centre de Santé
- Centre de Santé de Kpébié[11]
- Clinique Jordan

## Culture et patrimoine

### Lieux de cultes
*Grande mosquée de kpébié

#### Espaces verts
*Forêt de la ville de kpébié qui est un périmètre de reboisement de la ville de parakou,

## Tourisme et Hotellerie
Le quartier abrite le Musée plein air de Parakou, le palais royal de Kobourou, des hôtels et motels ainsi que des bars.

### Galerie de photos

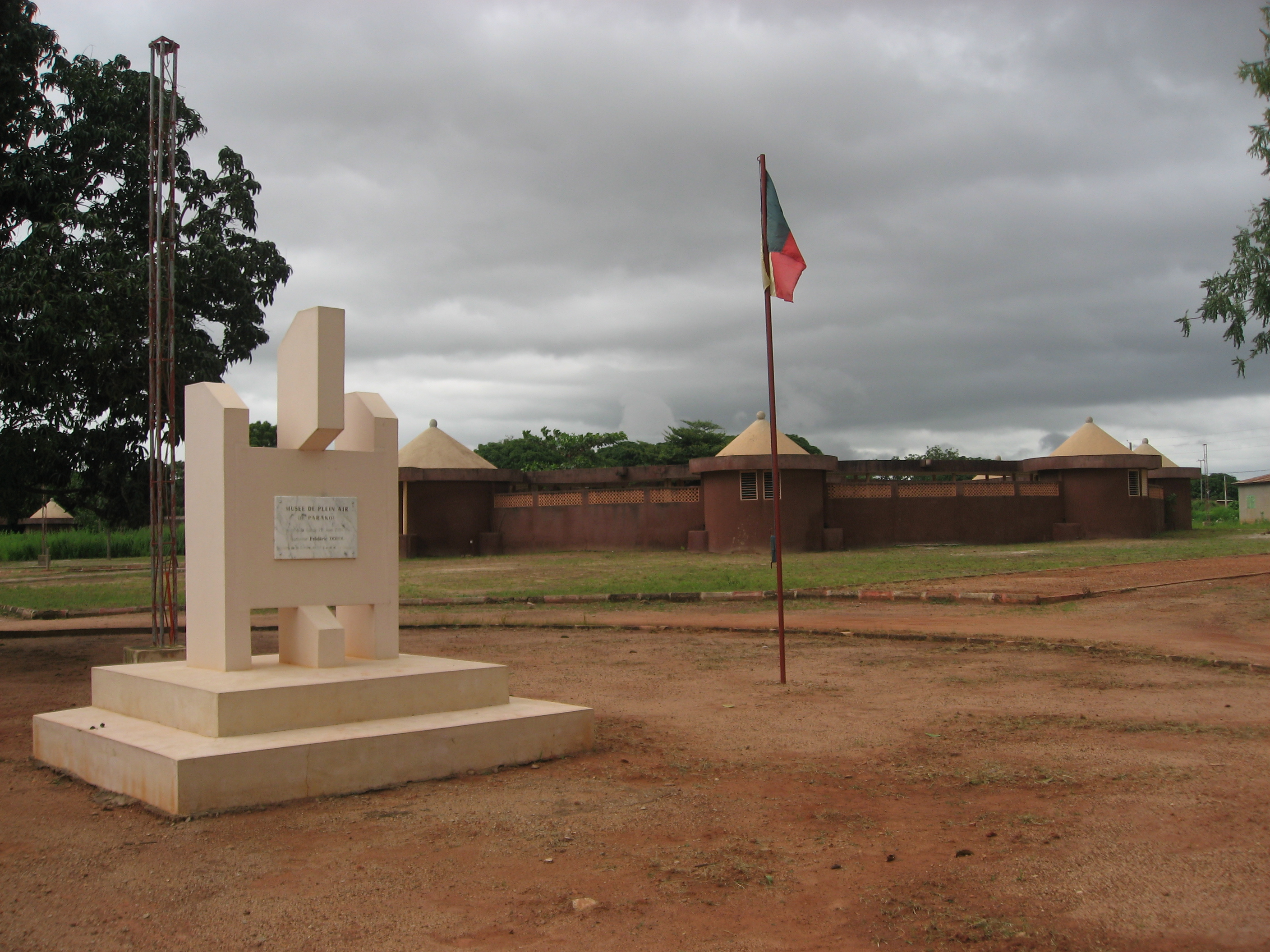
Musée plein air de Parakou
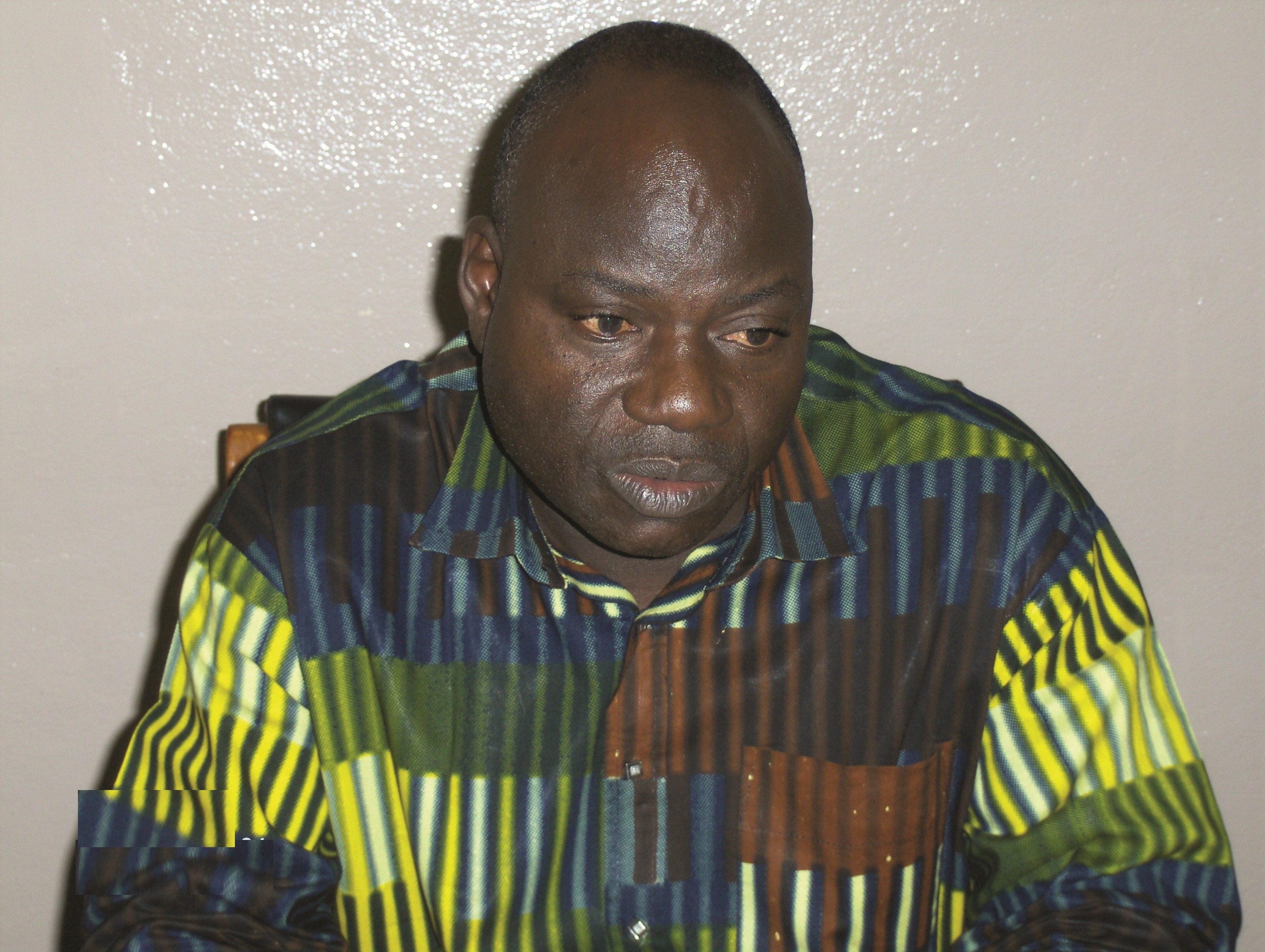
Ex maire de Parakou
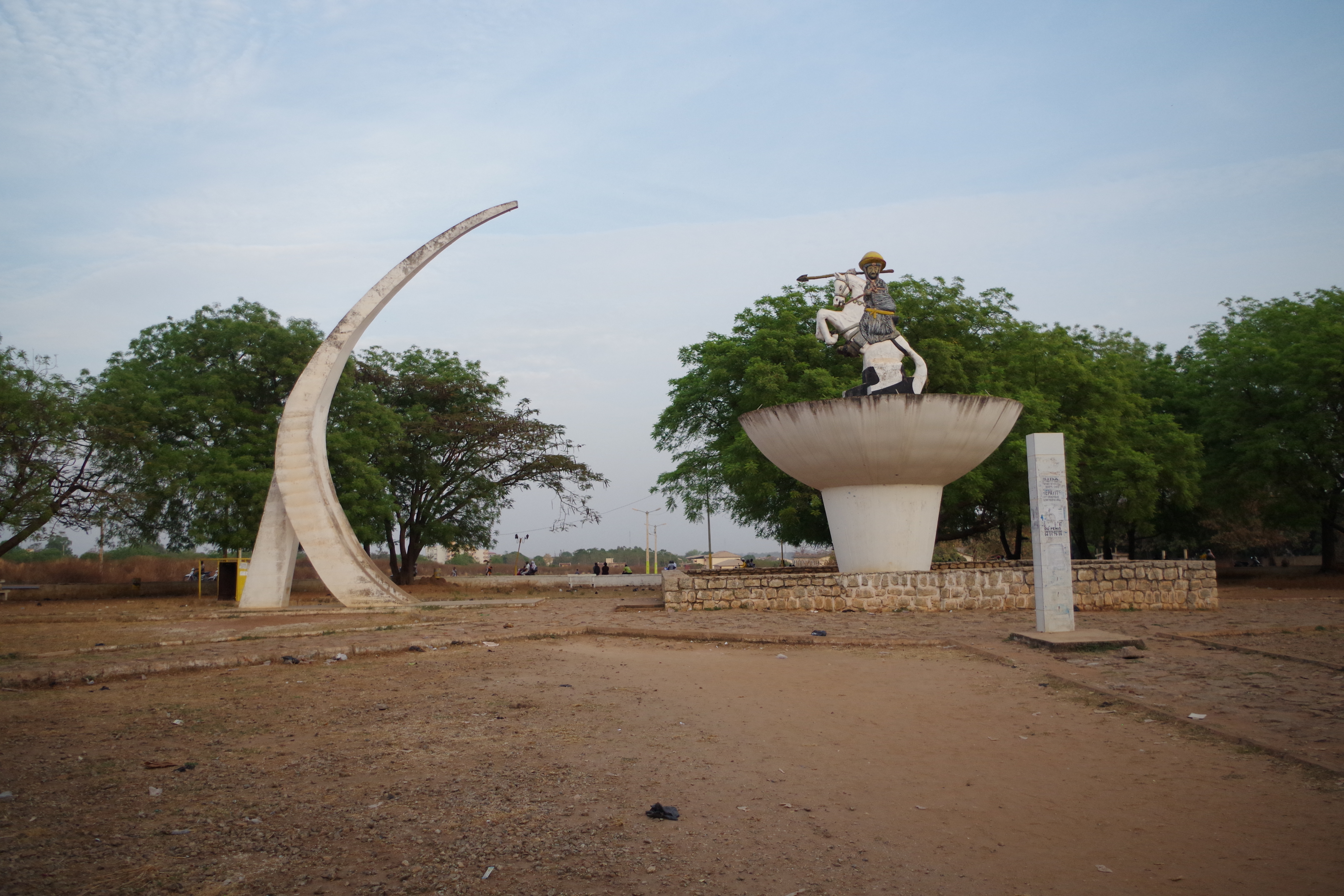
Bio Guerra